# اس‌اس تاهو
اس‌اس تاهو (به انگلیسی: SS Tahoe) کشتی بخاری بود که در اواخر قرن نوزدهم و نیمه اول قرن بیستم در دریاچه تاهو کار می کرد. طول این کشتی ۱۶۹ فوت ۹ اینچ (۵۱٫۷۴ متر) بود. این کشتی در سال ۱۸۹۶ ساخته شد و در سال 1940 غرق شد، در حال حاضر در عمق 400 فوتی (120 متری) در نزدیکی گلنبروک، نوادا قرار دارد. این کشتی برای اولین بار در سال 2002 توسط تیمی از New Millennium Dive Expeditions (NMDE) در یک غواصی عمیق در دریاچه تاهو دیده شد. در نتیجه تحقیقات NMDE که در محل غرق شدن تاهو، از سال 1999 تا سال 2002 غواصی انجام داد؛ تاهو به عنوان اولین سایت دریایی در نوادا  در فهرست ملی مکان های تاریخی ثبت شد.